# إدوين راندولف أوكس
إدوين راندولف أوكس هو سياسي كندي، ولد في 25 مارس 1818 في Pleasant Valley, Colchester County ‏ في كندا، وتوفي في 1889. نشط حزبياً في Liberal-Conservative Party ‏. وقد انتخب عضو مجلس العموم الكندي.